# Tymon Chmielecki
Tymon Tytus Chmielecki (ur. 29 listopada 1965 w Toruniu) – polski duchowny rzymskokatolicki, doktor habilitowany nauk humanistycznych, arcybiskup, nuncjusz apostolski.

## Życiorys
Urodził się 29 listopada 1965 w Toruniu. Święcenia kapłańskie przyjął 26 maja 1991 w Rzymie z rąk papieża Jana Pawła II. Inkardynowany został do diecezji chełmińskiej, a w 1992 – do diecezji toruńskiej. W 1992 na Akademii Teologii Katolickiej w Warszawie obronił pracę doktorską pt. Dwutomowy graduał cysterski ms. 118 119 z Biblioteki Seminarium Duchownego w Pelplinie w świetle europejskiej i polskiej tradycji liturgiczno-muzycznej. Studium źródłoznawcze. W 1999 uzyskał stopień doktora habilitowanego na Uniwersytecie Mikołaja Kopernika w Toruniu, na podstawie rozprawy Gruziński katolicyzm w XIX i na pocz. XX w. w świetle archiwów watykańskich.
W 1992 rozpoczął przygotowanie do służby dyplomatycznej na Papieskiej Akademii Kościelnej. W 1995 rozpoczął służbę w dyplomacji watykańskiej pracując kolejno jako sekretarz nuncjatur: w Gruzji (1995-1997), w Senegalu (1997-1999), w Austrii (1999-2000), na Ukrainie (2000-2003), w Kazachstanie (2003-2004), w Brazylii (2004-2005). Od 2005 do 2019 pracował w Sekretariacie Stanu Stolicy Apostolskiej.
26 marca 2019 papież Franciszek mianował go nuncjuszem apostolskim w Gwinei i Mali oraz arcybiskupem tytularnym Tres Tabernae. Święcenia biskupie otrzymał 13 maja 2019 w bazylice św. Piotra na Watykanie. Udzielił mu ich kardynał Pietro Parolin, sekretarz stanu Stolicy Apostolskiej, któremu asystowali arcybiskup Paul Gallagher, sekretarz ds. relacji z państwami, i Andrzej Suski, emerytowany biskup diecezjalny toruński. Jako zawołanie biskupie przyjął słowa „Έσχατος και διάκονος” (Ostatni i sługa), pochodzące z Ewangelii według św. Marka. 2 lutego 2022 przestał pełnić funkcję nuncjusza apostolskiego w Mali.

## Publikacje
- Gruziński katolicyzm w XIX i na początku XX wieku w świetle archiwów watykańskich, Wydawnictwo UMK, ISBN 83-231-1029-8